# Bassvilliana

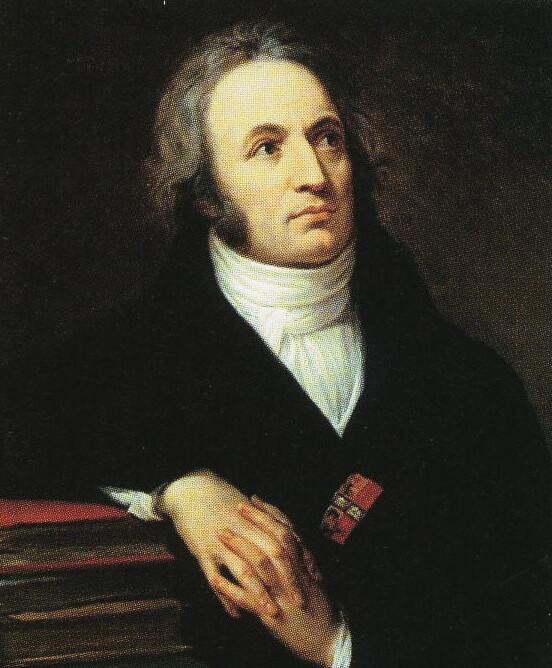
Andrea Appiani, Portret Vincenza Montiego

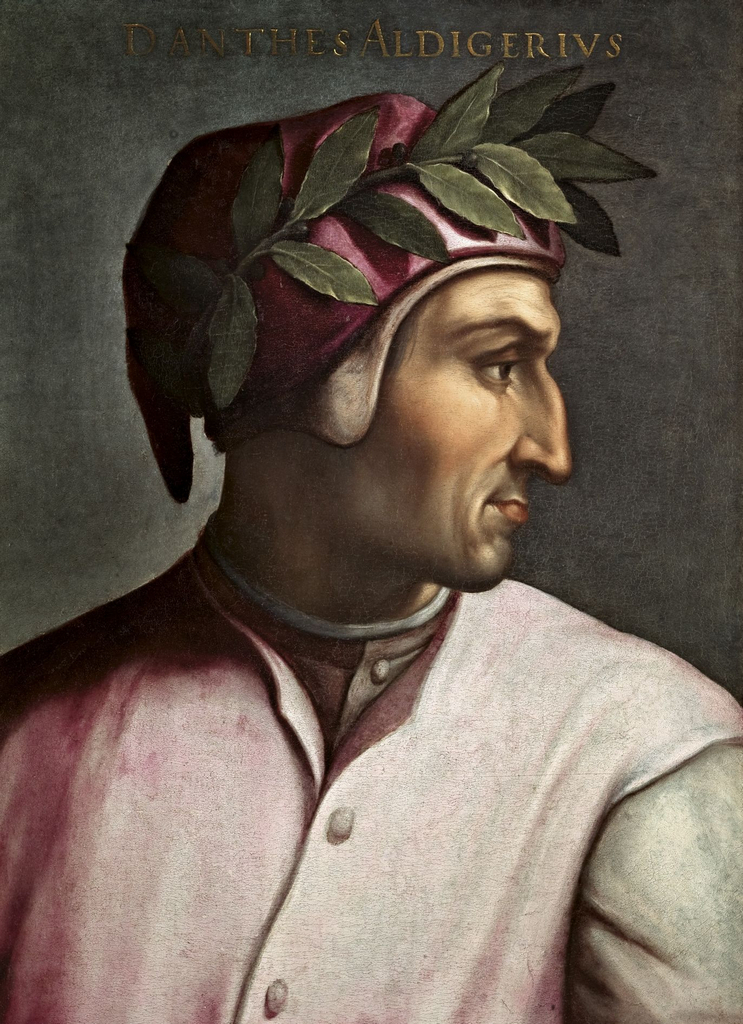
Dante Alighieri

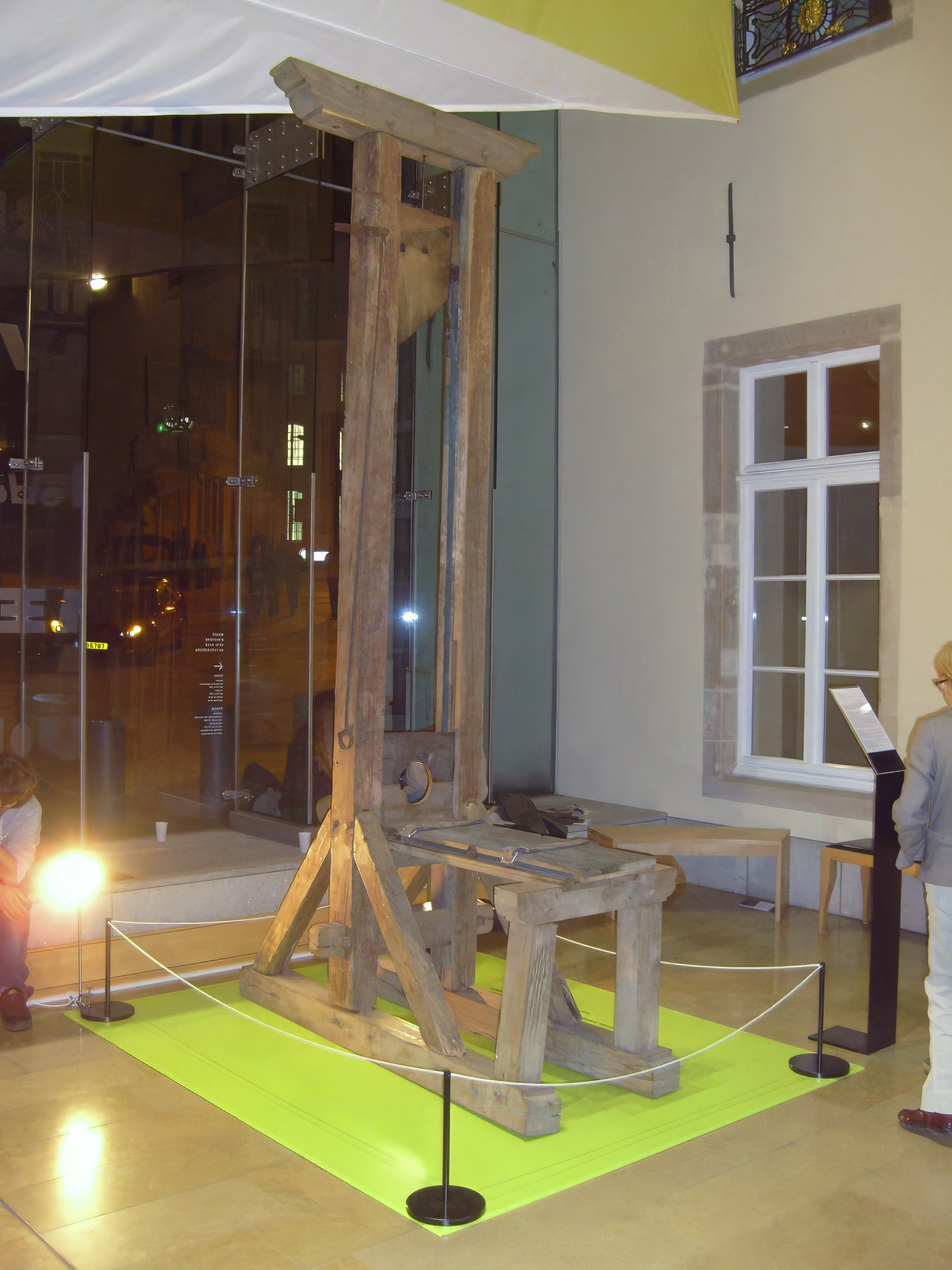
Gilotyna

Bassvilliana – poemat osiemnastowiecznego włoskiego klasycysty Vincenza Montiego, znany też jako In morte di Ugo Bassville, opublikowany w 1793. Utwór, nawiązujący do Boskiej komedii Dantego Alighieri, opowiada o Rewolucji francuskiej. Jej bohaterem jest francuski dyplomata Nicolas-Jean Hugou de Bassville, zlinczowany przez tłum w Rzymie 13 stycznia 1793. Na wzór Dantego Monti napisał swój poemat tercyną, czyli zwrotką trójwersową, rymowaną według schematu aba bcb cdc.... Tej właśnie formy użył w swojej epopei Dante. 

Già vinta dell’inferno era la pugna,
E lo spirto d’abisso si partía
Vòta stringendo la terribil ugna.
Come lion per fame egli ruggía
Bestemmiando l’Eterno, e le commosse
Idre del capo sibilâr per via.
Allor timide l’ali aperse e scosse
L’anima d’Ugo alla seconda vita
Fuor delle membra del suo sangue rosse;

Na język angielski poemat przełożył miarą oryginału Adam Lodge. Przekład ukazał się w Londynie w 1845, nakładem oficyny Williama Wattsa. Został zrecenzowany między innymi w The Gentleman's Magazine.